# Brandon Ubel
Brandon Ubel, né le 29 août 1991 à Overland Park (Kansas), est un ancien joueur américain de basket-ball.

## Biographie

### Carrière de joueur
Après son parcours universitaire, Ubel signe avec le Basic-Fit Brussels en mai 2013. Pour la saison 2014-15 Ubel rejoint l´équipe anversoise Port of Antwerp Giants. En mai 2015, Ubel est de retour pour 2 saisons au Basic-Fit Brussels. En juillet 2017, il rejoint le club français Boulazac Basket Dordogne évoluant en Pro A.
Lors du match de Boulazac face à Hyères-Toulon le 6 mai 2018, Ubel est victime d'une rupture des ligaments croisés du genou. À la suite de cette grave blessure il est obligé de prendre sa retraite de joueur de basket-ball.

### Carrière d'entraîneur
En août 2019 Ubel intègre le staff de l'entraîneur Craig Smith aux Aggies d'Utah State. En avril 2021 Ubel suit Craig Smith aux Utes de l'Utah pour y devenir directeur de recrutement. En avril 2022 Ubel devient assistant de l'entraîneur Eric Peterson aux Coyotes du Dakota du Sud.

## Statistiques

### Université
gras = ses meilleures performances
Statistiques en NCAA de Brandon Ubel
| Saison     | Équipe   | Matchs | Titul. | Min./m | % Tir | % 3pts | % LF | Rbds/m. | Pass/m. | Int/m. | Ctr/m. | Pts/m. |
| ---------- | -------- | ------ | ------ | ------ | ----- | ------ | ---- | ------- | ------- | ------ | ------ | ------ |
| 2009- 2010 | Nebraska | 32     | 16     | 15,8   | 41,1  | 52,4   | 79,6 | 2,0     | 0,1     | 0,2    | 0,2    | 4,4    |
| 2010- 2011 | Nebraska | 32     | 13     | 20,1   | 51,6  | 25,0   | 79,2 | 3,7     | 0,6     | 0,3    | 0,3    | 6,1    |
| 2011- 2012 | Nebraska | 30     | 30     | 28,2   | 51,7  | 25,0   | 82,5 | 5,3     | 1,3     | 0,4    | 0,3    | 6,7    |
| 2012- 2013 | Nebraska | 31     | 30     | 33,0   | 48,0  | 20,7   | 80,2 | 6,7     | 1,6     | 0,6    | 0,8    | 11,5   |
| Total      | Total    | 125    | 89     | 24,2   | 48,3  | 29,6   | 80,3 | 4,4     | 0,9     | 0,4    | 0,4    | 7,1    |